# مامارناویروس
مامارناویروس (نام علمی: Mammarenavirus) نام یک سرده از فرمانرو ویروس است.